# Betula humilis
Betula humilis là một loài thực vật có hoa trong họ Betulaceae. Loài này được Schrank mô tả khoa học đầu tiên năm 1789.

## Hình ảnh

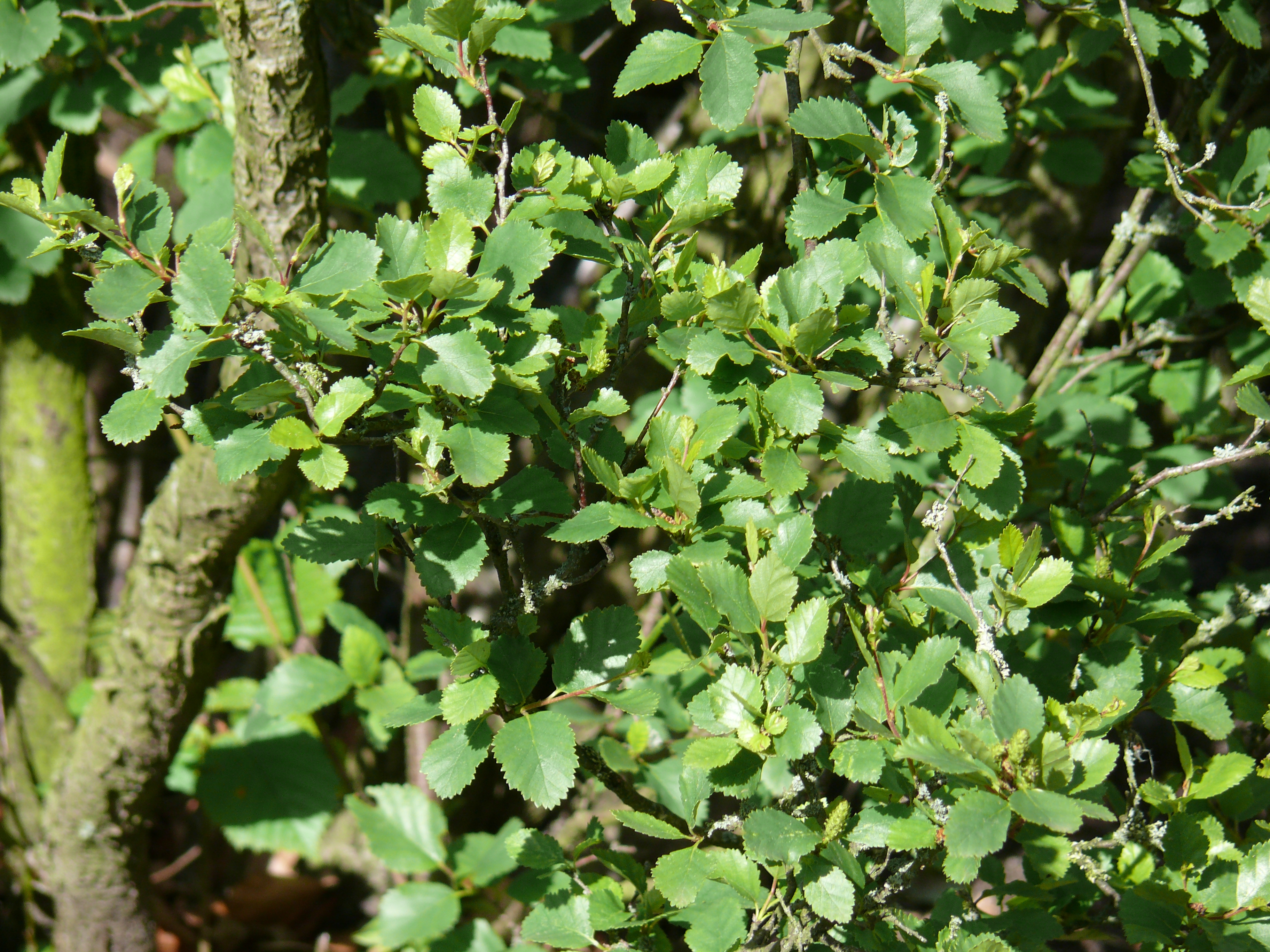
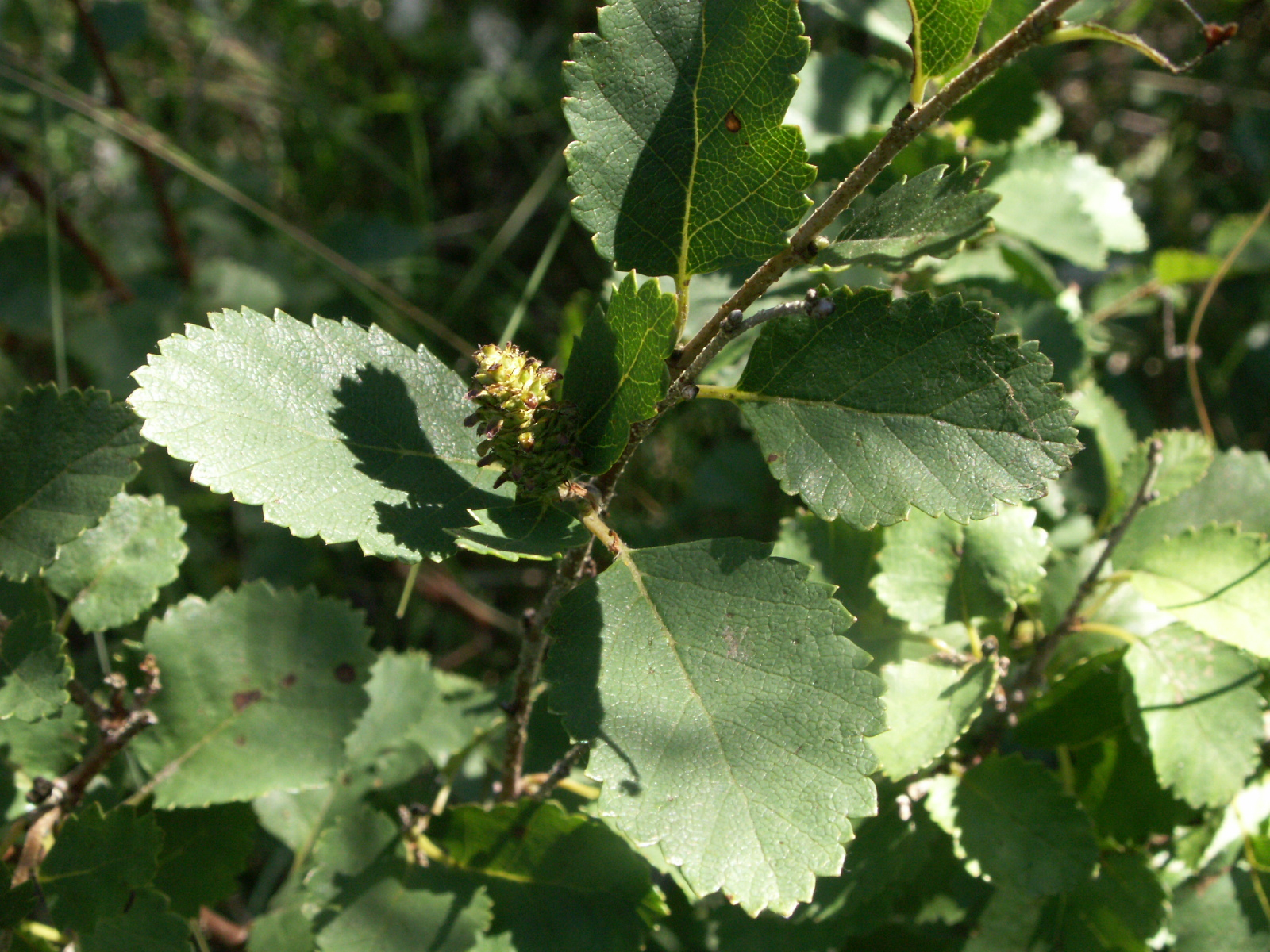